# Los Chaulines
Los Chaulines es una localidad y pedanía española perteneciente al municipio de Albuñol, en la provincia de Granada. Está situada en la parte oriental de la comarca de la Costa Granadina. Cerca de esta localidad se encuentran los núcleos de Sorvilán y Albuñol capital.

## Demografía
Según el Instituto Nacional de Estadística de España, en el año 2024 Los Chaulines contaba con 25 habitantes censados, lo que representa el 0,34% de la población total del municipio.

### Evolución de la población
| Gráfica de evolución demográfica de Los Chaulines entre 2014 y 2024 |
|                                                                     |
| Datos según el nomenclátor publicado por el INE.                    |

## Comunicaciones
Algunas distancias entre Los Chaulines y otras ciudades:
| Ciudades | Distancia (km) |
| -------- | -------------- |
| Albuñol  | 12             |
| Motril   | 50             |
| Almería  | 87             |
| Granada  | 89             |
| Jaén     | 180            |
| Murcia   | 306            |